# Cantón de Gravelinas
El cantón de Gravelinas era una división administrativa francesa, que estaba situada en el departamento de Norte y la región de Norte-Paso de Calais.

## Composición
El cantón estaba formado por cinco comunas:
- Craywick
- Grand-Fort-Philippe
- Gravelinas
- Loon-Plage
- Saint-Georges-sur-l'Aa

## Supresión del cantón de Gravelinas
En aplicación del Decreto nº 2014-167 de 17 de febrero de 2014, el cantón de Gravelinas fue suprimido el 22 de marzo de 2015 y sus 5 comunas pasaron a formar parte del nuevo cantón de Grande-Synthe.